# Salvació
La salvació (del llatí salus, «ajuda» o «salut» i del grec Σοτεριος soterios, «redempció», «rescat») és l'alliberament de la condemnació de l'ànima humana gràcies a la intervenció de Déu. Les religions del llibre l'assimilen a una vida eterna al paradís o apartar-se del pecat, mentre que a Orient s'interpreta com la sortida del cicle de reencarnacions o la fusió amb el cosmos. En ambdós casos, hi té un paper cabdal l'acció de bones obres durant la vida.

## Cristianisme
La doctrina de la salvació en el cristianisme s'anomena soteriologia i constitueix una disciplina teològica. Segons aquesta religió, la Bíblia s'ha de llegir en clau teològica com una història de la salvació: l'home és pecador per natura però la seva ànima, creada per Déu, busca retrobar-se amb la divinitat. Déu promet repetidament ajuda fins que envia el seu propi fill, Jesús, que hauria mort per redimir els pecats de tota la humanitat i permetre la salvació col·lectiva. Si una persona creu en Jesús i segueix els seus ensenyaments, podrà allunyar-se del pecat i així aconseguir la màxima felicitat possible: estar amb Déu al Cel per a tota l'eternitat.
El debat cristià acostuma a assumir que la salvació afecta tots els éssers humans, ja que tots són fills de Déu, però hi ha corrents que afirmen que aquesta salvació no és possible fora de l'església, ja que conèixer Crist i no voler seguir-lo és el més gran dels pecats i es comet de forma voluntària (a diferència dels antics, que en haver nascut abans que Jesús no podien venerar-lo i, per tant, no es condemnen sinó que se salven o van als llimbs).
El paper de la gràcia divina i dels propis actes és una de les principals diferències entre el catolicisme i el protestantisme.
Els catòlics creuen que la gràcia arriba a l'home a través dels sagraments: el baptisme neteja el pecat original, la confessió esborra per absolució els pecats que puguin allunyar la persona de Déu i la comunió posa en contacte directe amb la divinitat, ja que s'està ingerint el seu cos i la seva sang i així es rep directament la gràcia. Acostumen a posar més èmfasi en la necessitat de pertànyer a l'església per salvar-se, perquè és la institució fundada pel mateix Jesús.
El protestantisme, en canvi, insisteix en la salvació com un do de Déu, al qual estan destinades o no les ànimes (doctrina de la predestinació calvinista) o bé es guanya amb les bones obres. Accepta per tant la salvació dels no creients al judici final.
Els ortodoxos, per la seva banda, adopten una postura intermèdia: pensen que Déu proporciona la gràcia i la possibilitat de salvar-se a tots els homes, pel seu amor infinit, però cadascú, en l'exercici del lliure albir, pot acceptar-la o no (negant la fe o actuant a consciència contra la llei divina). Tampoc no creuen en el pecat original.

## Judaisme
El judaisme és la religió abrahàmica que dona menys importància a l'altra vida, ja que se centra en l'existència terrenal i en la vinguda del messies, que alliberarà les ànimes per sempre. Els homes, per tant, se salven només creient en Déu i actuant correctament i encara que pugui haver premis i càstigs després de la mort, aquests arriben usualment durant la vida terrestre, com proven les històries dels profetes (quan Israel s'allunya de Déu, de la seva aliança, s'esdevé un desastre). La justícia divina, en conseqüència, afecta tant el món present com futur i per aquest motiu el creient ha de viure sempre respectant la llei.
El concepte de «poble escollit» té un paper important per a la majoria de corrents del judaisme: els infidels o gentils estan fora del pla diví. Aquesta elecció apareix a la Bíblia amb el primer pacte amb Abraham, segellat amb els seus descendents, i s'oposa sovint als pobles veïns, derrotats per adorar falsos ídols.

## Islam
L'islam creu que l'entrada al Paradís etern s'aconsegueix per la creença en Déu i amb la suma de les bones obres i que cada persona és responsable en exclusiva de la seva pròpia salvació, en consonància amb la llibertat que té. El musulmà ha de buscar l'equilibri entre el temor de Déu, per la condemna, i l'esperança en la seva misericòrdia que perdonarà els pecats si el penediment és sincer. Mai no hi ha una garantia absoluta de salvació, que es decideix en el moment de la mort, per tant tota la vida ha d'estar orientada a buscar-la seguint els preceptes de l'islam: practicar els cinc pilars de la religió i acceptar el credo islàmic (aqida). La salvació islàmica admet graus, a diferència de la cristiana o la jueva: no tothom està igual al Cel ni a l'infern, sinó que se situa en una esfera o una altra segons el seu mèrit, ja que Déu és per damunt de tot just. La majoria de creients musulmans rebutgen que la salvació sigui possible entre els infidels.

## Religions orientals
L'hinduisme té com a màxim objectiu l'assoliment de la mokxa o salvació, és a dir, aconseguir que l'ànima personal (atman) surti del cicle etern de reencarnacions, obligant-se a existir dins un cos mortal i pecador. Per a arribar a la mokxa cal fer bones obres, practicar la meditació i els ritus religiosos que ajuden l'ànima a concentrar-se en la força suprema.
El budisme recull la idea d'allunyar-se del sofriment, en un estat de pau eterna anomenada nirvana, que es pot assolir amb l'assumpció de les quatre nobles veritats de manera íntima.